# Wat een dag
Wat een dag was de Nederlandse inzending voor het Eurovisiesongfestival van 1961. Het liedje werd vertolkt door Greetje Kauffeld. Het werd voor het eerst gepresenteerd bij de tv-rubriek Pas geperst van Pi Scheffer.
Het lied was een melodie van Dick Schallies, die in 1959 en 1960 ook tekende voor de Nederlandse bijdrage op het Eurovisiesongfestival. Bij de melodie koos de commissie de tekstbijdrage van Pieter Goemans: "Wat een dag". Kauffeld was niet echt tevreden met de tekst en ze heeft het lied nooit uitgebracht op single. Voor haar vertrek naar Cannes gaf Corry Brokken Kauffeld nog wat adviezen, maar op het Eurovisiesongfestival behaalde het lied maar een gedeelde 10e plaats op 16 kandidaten.